# Clinocera miradorana
Clinocera miradorana är en tvåvingeart som beskrevs av Sinclair 2008. Clinocera miradorana ingår i släktet Clinocera och familjen dansflugor. Inga underarter finns listade i Catalogue of Life.